# Svandammen, Almnäs
Svandammen är en damm vid Almnäs slott i Hjo kommun i Västergötland och ingår i Motala ströms huvudavrinningsområde. Den har uppkommit genom en uppdämning av Almnäsbäcken. Strax nedströms ligger Smedsdammen. Uppströms ligger Erikssonsdammen, Rammadammen, Mellandammen, Hållsdammen och Dicksonsdammen.